# Abassado
Abassado (em latim: Abassadus) foi mártir romano do século IV. Após ser torturado, foi decapitado por Arriano sob ordens do imperador Diocleciano (r. 284–305). É celebrado em 23 de dezembro.